# Hongaars Onafhankelijkheidsfront
Het Hongaarse Onafhankelijkheidsfront of Hongaars Volksfront voor Onafhankelijkheid (Hongaars: Magyar Függetlenségi Népfront) werd op 1 februari 1949 opgericht door de communistische regering van Hongarije met als doel de massaorganisaties en de coalitiepartijen te verenigen. Dit Hongaars Onafhankelijkheidsfront stond geheel onder invloed van de communistische Hongaarse Werkerspartij. De invloed van de satellietpartijen en de massaorganisaties was bijzonder gering.
De bundeling van de politieke partijen alleen, heette het Patriottisch Volksfront.
De volgende massaorganisaties en politieke partijen maakten onder andere deel uit van het Hongaars Onafhankelijkheidsfront:
- Hongaarse Werkerspartij (communistische partij) (MDP)
- Hongaarse Nationale Boerenpartij (NPP)
- Partij van Kleine Landbouwers (FKgP)
- Onafhankelijke Hongaarse Democratische Partij (opgeheven in de zomer van 1949)
- Democratische Federatie van Hongaarse Vrouwen (MNDSZ)
- Democratische Volksliga van de Hongaarse Jeugd (+ 17 jaar) (MINSZ)
- Hongaarse Beweging van Pioniers (7-14 jaar oude kinderen) (MUSZ)
- Hongaarse-Sovjet-Russische Vereniging
- Hongaarse Schrijversbond
- Vakbond van Jonge Arbeiders (SZIT)
- Nationale Raad van Vakbonden (SZOT)
- Beweging van Katholieke Vredespriesters (MPpK)

De politieke activiteiten van de coalitiepartijen hield medio 1950 op. Toch bleven zij nog formeel bestaan. Leden van de diverse partijen bleven deel uitmaken van de regering.
Het Hongaars Onafhankelijkheidsfront werd in december 1956, na de onderdrukking van de Hongaarse Opstand, ontbonden. Een nieuw volksfront werd opgericht in 1957, toen alle politieke partijen, behalve de Hongaarse Socialistische Werkerspartij (MSzMP) werden verboden. Van dit nieuwe volksfront maakten wel massaorganisaties deel uit.

## Verkiezingsresultaten
| Jaar | %     | Zetels    | +/- |
| ---- | ----- | --------- | --- |
| 1949 | 97,1% | 402 / 402 | 402 |
| 1953 | 99,0% | 298 / 298 | 104 |